# Оклокони (река)
Оклокони (англ. Ochlockonee River) — река в штатах Джорджия и Флорида (США). Длина реки составляет 257 км.

## География

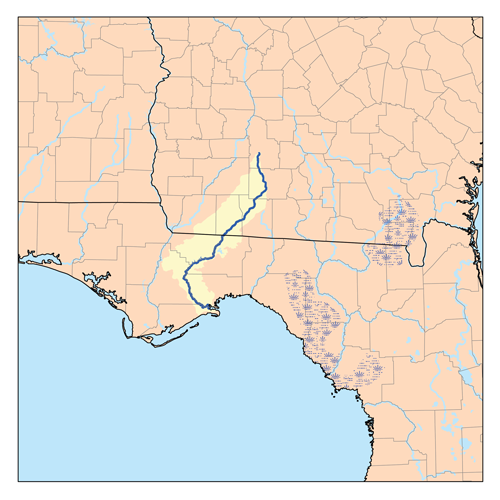
Бассейн реки Оклокони

Исток реки Оклокони находится в округе Уэрт, недалеко от населённого пункта Гордей, расположенного вблизи города Силвестер, на высоте около 128 м.
Далее река течёт преимущественно в южном направлении, сначала по округам Уэрт, Колкуитт, Томас и Грейди (Джорджия), а затем пересекает границу со Флоридой и протекает по округам Гадсден, Лион, Либерти, Франклин и Уокалла (Флорида).
Вскоре после пересечения границы между Джорджией и Флоридой река протекает через водохранилище Талкуин, возникшее в результате постройки плотины Джэксон-Блафф (англ. Jackson Bluff Dam), введённой в строй в 1929 году. Водохранилище расположено на высоте 21 м, на границе округов Гадсден и Лион (Флорида), вблизи городов Таллахасси и Куинси (от которых было образовано его название, Тал-Куин). Площадь водохранилища Талкуин — 610 км².
Река Оклокони впадает в бухту Оклокони (англ. Ochlockonee Bay) залива Апалачи, являющегося частью Мексиканского залива. У места впадения реки находится парк штата Флорида Оклокони-Ривер.
Площадь бассейна реки Оклокони составляет 6257 км², из которых примерно 55 % находится во Флориде и 45 % — в Джорджии.

## История
Люди появились на берегах реки Оклокони по крайней мере 10 тысяч лет назад. Они занимались рыбалкой, охотились, а позднее стали возделывать землю. В 1539—1540 годах у реки Оклокони, берега которой были заселены индейцами племени апалачи, побывали испанские мореплаватели во главе с Эрнандо де Сото, который называл эту реку именем Guacuca. По одной версии, нынешнее название Оклокони происходит из языка хитчити и означает «жёлтая река», по другой — оно означает «северная река».
В 1704 году под угрозой атаки англичан и союзных им индейцев испанцы и апалачи покинули район реки Оклокони. После этого там поселились семинолы и крики, которые впоследствии были вытеснены белыми поселенцами. В первой половине XIX века район реки стал областью производства хлопка. В 1820-х годах в окрестностях реки появились города Таллахасси (нынешняя столица Флориды) и Томасвилл. После Гражданской войны в США многие хлопковые плантации были заброшены, к тому времени в районе реки стало преобладать производство древесины.
В конце 1920-х годов река Оклокони была перегорожена плотиной Джэксон-Блафф, в результате чего образовалось водохранилище Талкуин.